# Sa4

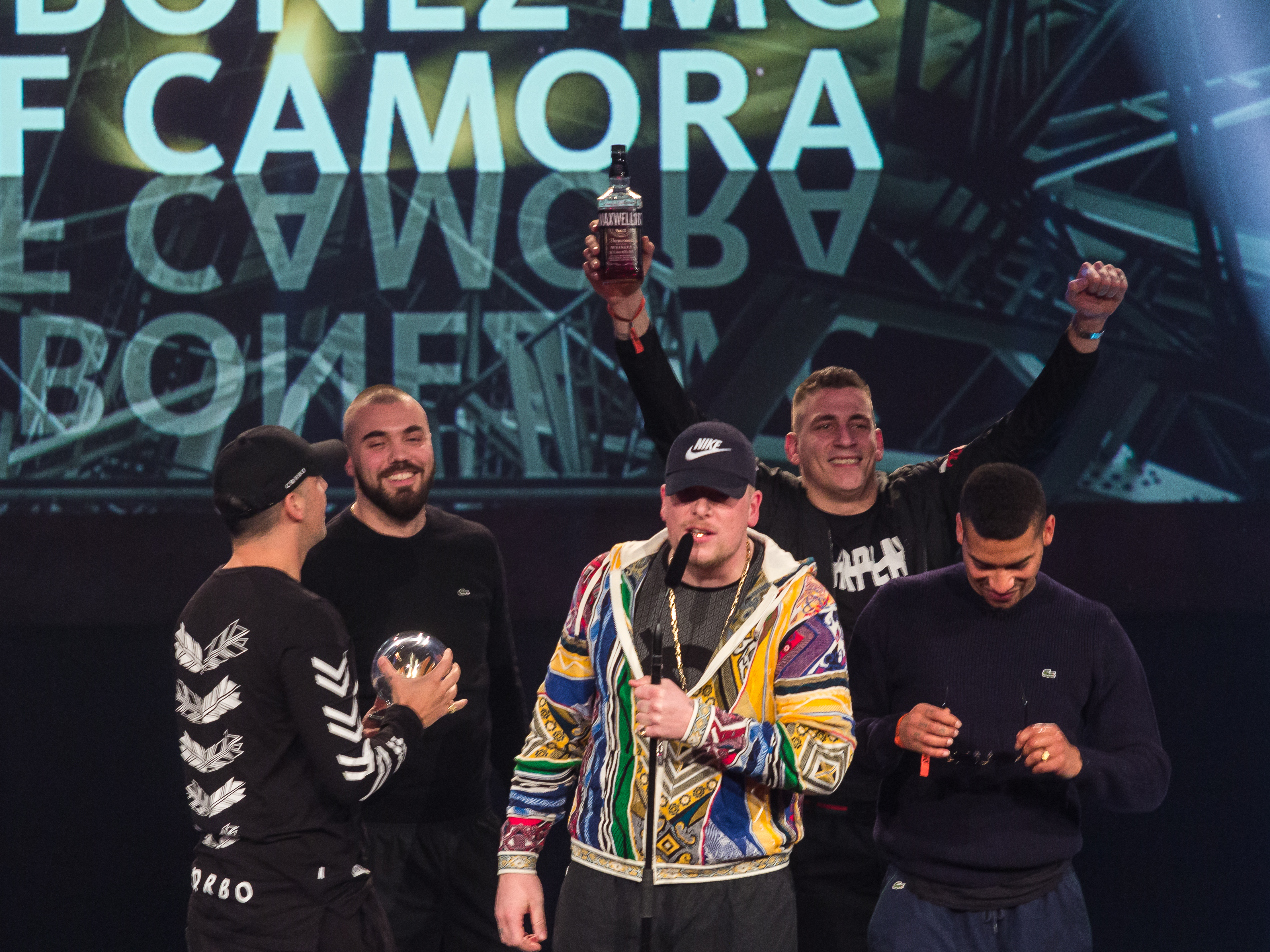
Sa4 (zweiter von links, 2016)

Sa4 (* 1985 oder 1986; bürgerlich Anton Kolja Pehrs) ist ein deutscher Rapper aus Hamburg. Er gehört zur Hip-Hop-Crew 187 Strassenbande.

## Leben und Karriere
Sa4 fing kurz nach dem Tod des US-amerikanischen Rappers Tupac Shakur 1996 selbst zu rappen an. Über das Hamburger Label Jentown Crhyme lernte er den Rapper Bonez MC kennen, der Mitglied der 187 Strassenbande war, die damals noch eine Graffiti-Crew war. Nachdem Jentown Crhyme aufgelöst wurde, beschlossen sie als 187 Strassenbande Musik zu machen.
2009 erschien Sa4s erstes Mixtape Undercover. Im Jahr 2016 veröffentlichte er die Nebensache – EP, die dem Boxset des Albums High & hungrig 2 der 187-Strassenbande-Rapper Bonez MC und Gzuz beilag. Die EP erschien im Januar 2017 auch eigenständig zum Download.
Sa4 ist auf den bisherigen fünf Samplern der 187 Strassenbande mit etlichen Beiträgen vertreten, von denen einige die deutschen Singlecharts erreichten.
Am 10. November 2017 erschien sein Debütalbum Neue deutsche Quelle, das Platz 3 der deutschen Charts erreichte.

## Musikstil
Wie alle Mitglieder der 187 Strassenbande ist Sa4s Musik dem Gangsta- und Straßenrap zuzuordnen. Er rappt vor allem über das harte Leben und die Kriminalität in Hamburg. Laut eigenen Angaben hatten vor allem die Rapper Tupac Shakur und Nas sowie der Eastcoast-Hip-Hop musikalischen Einfluss auf ihn.

## Diskografie

### Studioalben
| Jahr | Titel                | Höchstplatzierung, Gesamtwochen, AuszeichnungChartplatzierungen (Jahr, Titel, Platzierungen, Wochen, Auszeichnungen, Anmerkungen) | Höchstplatzierung, Gesamtwochen, AuszeichnungChartplatzierungen (Jahr, Titel, Platzierungen, Wochen, Auszeichnungen, Anmerkungen) | Höchstplatzierung, Gesamtwochen, AuszeichnungChartplatzierungen (Jahr, Titel, Platzierungen, Wochen, Auszeichnungen, Anmerkungen) | Anmerkungen                             |
| Jahr | Titel                | DE | AT | CH | Anmerkungen                             |
| ---- | -------------------- | --- | --- | --- | --------------------------------------- |
| 2017 | Neue deutsche Quelle | DE3 (4 Wo.)DE | AT2 (1 Wo.)AT | CH23 (1 Wo.)CH | Erstveröffentlichung: 10. November 2017 |
| 2022 | Organisiert          | DE6 (2 Wo.)DE | AT64 (1 Wo.)AT | CH14 (1 Wo.)CH | Erstveröffentlichung: 26. Mai 2022      |

### Mixtapes
- 2009: Undercover

### EPs
| Jahr | Titel Musiklabel                 | Höchstplatzierung, Gesamtwochen, AuszeichnungChartplatzierungen (Jahr, Titel, Musiklabel, Platzierungen, Wochen, Auszeichnungen, Anmerkungen) | Höchstplatzierung, Gesamtwochen, AuszeichnungChartplatzierungen (Jahr, Titel, Musiklabel, Platzierungen, Wochen, Auszeichnungen, Anmerkungen) | Höchstplatzierung, Gesamtwochen, AuszeichnungChartplatzierungen (Jahr, Titel, Musiklabel, Platzierungen, Wochen, Auszeichnungen, Anmerkungen) | Anmerkungen                                                              |
| Jahr | Titel Musiklabel                 | DE | AT | CH | Anmerkungen                                                              |
| ---- | -------------------------------- | --- | --- | --- | ------------------------------------------------------------------------ |
| 2016 | Nebensache – EP Auf!Keinen!Fall! | — | — | — | Erstveröffentlichung: 27. Mai 2016 Teil des Boxsets von High & hungrig 2 |

### Singles
| Jahr | Titel Album                         | Höchstplatzierung, Gesamtwochen, AuszeichnungChartplatzierungen (Jahr, Titel, Album, Platzierungen, Wochen, Auszeichnungen, Anmerkungen) | Höchstplatzierung, Gesamtwochen, AuszeichnungChartplatzierungen (Jahr, Titel, Album, Platzierungen, Wochen, Auszeichnungen, Anmerkungen) | Höchstplatzierung, Gesamtwochen, AuszeichnungChartplatzierungen (Jahr, Titel, Album, Platzierungen, Wochen, Auszeichnungen, Anmerkungen) | Anmerkungen                                                                                          |
| Jahr | Titel Album                         | DE | AT | CH | Anmerkungen                                                                                          |
| --- | ----------------------------------- | --- | --- | --- | --- |
| 2017 | Schnell machen Neue deutsche Quelle | DE11 (6 Wo.)DE | AT25 (2 Wo.)AT | CH36 (2 Wo.)CH | Erstveröffentlichung: 13. Oktober 2017 feat. Bonez MC & Gzuz                                         |
| 2017 | Rush Hour Neue deutsche Quelle      | DE59 (2 Wo.)DE | — | — | Erstveröffentlichung: 27. Oktober 2017 feat. Soni                                                    |
| 2018 | 44 Blocks Alle Freunde fett         | DE72 (1 Wo.)DE | — | — | Erstveröffentlichung: 12. Oktober 2018 Gringo feat. Sa4 & Brudi030                                   |
| 2018 | HaifischNikez Allstars Leak EP      | DE3 Gold · (11 Wo.)DE | AT5 (10 Wo.)AT | CH9 (5 Wo.)CH | Erstveröffentlichung: 28. Dezember 2018 Verkäufe: + 200.000; LX & Maxwell feat. Bonez MC, Gzuz & Sa4 |
| 2019 | 100 Round Drum Obststand 2          | DE24 (2 Wo.)DE | AT31 (2 Wo.)AT | CH84 (1 Wo.)CH | Erstveröffentlichung: 25. Juni 2019 LX & Maxwell feat. Bonez MC, Gzuz & Sa4                          |
| 2021 | Paradies Sampler 5                  | DE2 (7 Wo.)DE | AT4 (6 Wo.)AT | CH9 (4 Wo.)CH | Erstveröffentlichung: 22. Januar 2021 mit Bonez MC & Gzuz                                            |
| 2021 | Verpennt Sampler 5                  | DE8 (5 Wo.)DE | AT7 (4 Wo.)AT | CH12 (3 Wo.)CH | Erstveröffentlichung: 25. März 2021 mit Bonez MC & LX                                                |
| 2021 | Vielen Dank –                       | DE5 (5 Wo.)DE | AT4 (4 Wo.)AT | CH11 (3 Wo.)CH | Erstveröffentlichung: 20. Mai 2021 mit Bonez MC, Maxwell & LX                                        |
| 2022 | 187 Allstars ‘22 –                  | DE3 (5 Wo.)DE | AT8 (3 Wo.)AT | CH14 (2 Wo.)CH | Erstveröffentlichung: 25. Februar 2022 mit Bonez MC, Gzuz, Maxwell & LX                              |
| 2022 | Organisiert                         | DE— aDE | — | — | Erstveröffentlichung: 25. März 2022                                                                  |
| 2022 | Machen Geld Organisiert             | DE31 (1 Wo.)DE | AT56 (1 Wo.)AT | CH62 (1 Wo.)CH | Erstveröffentlichung: 6. Mai 2022 feat. Bonez MC                                                     |
| 2024 | 187 Allstars 2024 Dopeboy Dreams    | DE87 (1 Wo.)DE | — | — | Erstveröffentlichung: 19. Dezember 2024 LX feat. AchtVier, Bonez MC, Gzuz, Maxwell & Sa4             |
| Folgende Lieder erschienen nicht als Single, wurden aber durch das Album zum Download und Streaming bereitgestellt und konnten somit eine Platzierung erlangen: |                                     | | | | |
| |                                     | | | | |
| 2016 | 10 Jahre 187 Allstars EP            | DE24 Gold · (9 Wo.)DE | — | CH52 (1 Wo.)CH | Charteinstieg: 23. Dezember 2016 Verkäufe: + 200.000; mit Bonez MC, Gzuz, Maxwell & LX               |
| 2016 | Meine Sprache 187 Allstars EP       | DE60 (1 Wo.)DE | — | CH94 (1 Wo.)CH | Charteinstieg: 23. Dezember 2016 mit Gzuz & Bonez MC feat. RAF Camora                                |
| 2017 | 100er Batzen Sampler 4              | DE45 (4 Wo.)DE | — | — | Charteinstieg: 21. Juli 2017 Videoauskopplung: 8. August 2017 mit Bonez MC, Gzuz & LX                |
| 2017 | 30er Zone Sampler 4                 | DE59 (3 Wo.)DE | — | — | Charteinstieg: 21. Juli 2017 mit Maxwell & LX                                                        |
| 2017 | Zeit ist Geld Sampler 4             | DE61 (2 Wo.)DE | — | — | Charteinstieg: 21. Juli 2017 mit Bonez MC & Gzuz                                                     |
| 2017 | Intro Sampler 4                     | DE77 (2 Wo.)DE | — | — | Charteinstieg: 21. Juli 2017 mit Maxwell & LX                                                        |
| 2017 | International Sampler 4             | DE98 (2 Wo.)DE | — | — | Charteinstieg: 21. Juli 2017                                                                         |
| 2017 | Allstars Neue deutsche Quelle       | DE15 (3 Wo.)DE | AT40 (1 Wo.)AT | CH61 (1 Wo.)CH | Charteinstieg: 17. November 2017 feat. Maxwell, Gzuz, LX & Bonez MC                                  |
| 2018 | Letzte Nacht Vulcano EP             | DE82 (1 Wo.)DE | AT71 (1 Wo.)AT | — | Charteinstieg: 12. Oktober 2018 Bonez MC feat. Maxwell, LX & Sa4                                     |
| 2020 | 187 Gang Hollywood                  | DE52 (3 Wo.)DE | AT38 (4 Wo.)AT | — | Charteinstieg: 2. Oktober 2020 Bonez MC feat. Gzuz, Maxwell, LX & Sa4                                |

### Samplerbeiträge
- 2009: 187 Strassenbande
- 2011: Der Sampler II
- 2015: Der Sampler 3
- 2017: Sampler 4
- 2021: Sampler 5

## Auszeichnungen für Musikverkäufe
Anmerkung: Auszeichnungen in Ländern aus den Charttabellen bzw. Chartboxen sind in ebendiesen zu finden.
| Land/RegionAuszeichnungen für Musikverkäufe (Land/Region, Auszeichnungen, Verkäufe, Quellen) | Gold     | Platin | Verkäufe | Quellen           |
| -------------------------------------------------------------------------------------------- | -------- | ------ | -------- | ----------------- |
| Deutschland (BVMI)                                                                           | 2× Gold2 | —      | 400.000  | musikindustrie.de |
| Insgesamt                                                                                    | 2× Gold2 | —      |          |                   |